# Giovanni Battista Adonnino
Giovanni Battista Adonnino, o anche Giovanbattista Adonnino o Giovan Battista Adonnino (Licata, 6 novembre 1889 – 14 dicembre 1973), è stato un avvocato e politico italiano, esponente della Democrazia Cristiana e membro dell'Assemblea Costituente.

## Biografia

### Attività durante il Regno d'Italia
Figlio di Pietro Adonnino e Carmela Urso, fu avvocato e combattente nella prima guerra mondiale. Per un certo periodo fu vicino al fascismo, facendosi promotore del sindacato fascista tra gli esattori, e ricoprì il ruolo di consigliere all'associazione dei consulenti tributari. Cercò senza successo di farsi inserire nella lista elettorale del collegio di Licata per le elezioni politiche del 1924 e per questo motivo iniziò a manifestare sentimenti antifascisti. Membro dell'associazione combattenti dissidenti e di Italia libera, il 6 dicembre 1926 venne arrestato e condannato al confino per cinque anni per "attività politica improntata ad atteggiamenti di risentimento contro il fascismo". In realtà venne liberato già il 17 dicembre 1926 per intervento di Mussolini e la condanna venne commutata in una semplice diffida.

### Il secondo dopoguerra
Venne eletto all'Assemblea Costituente nelle liste della Democrazia Cristiana nel collegio di Palermo-Trapani-Agrigento-Caltanissetta con 21 513 preferenze, sesto nella lista e nono nell'intera circoscrizione. Alle elezioni politiche del 1948 fu eletto deputato nella stessa circoscrizione con 34 915 preferenze, ultimo tra gli eletti della lista e con poche centinaia di preferenze in più del primo dei non eletti. Si ripresentò alle elezioni del 1953 e del 1958 per la Camera, ottenendo rispettivamente 28 182 e 17 640 preferenze, ma non venendo eletto. Dal 1949 al 1953 fu il primo presidente della Associazione Nazionale Tributaristi Italiani.

## Attività politica

### Assemblea Costituente
Durante la discussione dell'articolo 47 sulla tutela del risparmio, Adonnino propose un emendamento per inserirvi l'agevolazione dei piccoli e medi instituti di credito, sostenendo come questi avessero una conoscenza più approfondita delle realtà locali e una più rapida capacità di decisione rispetto agli istituti più grandi. Ritirò tuttavia l'emendamento di fronte alla dichiarazione di voto contrario di Paolo Emilio Taviani.
Per quanto riguarda le questioni giudiziarie, e in particolare l'articolo 102 e l'articolo 104, presentò delle proposte, successivamente ritirate, per la creazione di quattro giurisdizioni speciali e per cambiare le modalità di selezione dei membri del Consiglio superiore della magistratura. Si impegnò anche perché la Costituzione offrisse degli strumenti per garantire l'indipendenza dei cittadini ordinari chiamati a far parte delle sezioni specializzate degli organi giudiziari ordinari, concetto che venne espresso dal secondo comma dell'articolo 108.
Per quanto riguarda la legislazione regionale delineata nell'articolo 127, Adonnino propose vari emendamenti assieme ad altri costituenti. In un emendamento propose che una legge regionale potesse essere esaminata dal Governo per 60 giorni invece che 30 e che dopo una seconda approvazione potesse essere impugnata entro 30 giorni invece che entro 15, per lasciare un tempo sufficiente per valutarne la costituzionalità e eventuali conflitti di interesse. In una serie di altri emendamenti cercò di fare in modo che il testo sull'impugnatura della legge davanti alla Corte Costituzionale includesse i conflitti tra regioni, che la procedura di impugnativa venisse sospesa in caso di referendum, e che fosse tolto il riferimento alla visita della legge dal Commissario regionale, considerato superfluo. Per andare incontro a tali proposte, invece di modificare il limite temporale la Commissione modificò l'articolo 127 stabilendo che le leggi venissero comunicate non al governo ma al Commissario regionale.